# Томас и другари: Краљ Пруге
Томас и другари: Краљ Пруге (енгл. Thomas & Friends: King of the Railway) британско је рачунарски-анимирана фантастични хумористички авантуристички филм из 2013. у продукцији Arc Productions и дистрибуцији HIT Entertainment. То је филм Томас и другари у франшизи. У филму глуме Тереза Галагер, Кит Викам, Мет Вилкинсон, Того Игава, Бен Смол, Кери Шејл и Жул де Џонг.